# SV Todesfelde
SV Todesfelde is een Duitse voetbalclub uit Todesfelde in de kreis Segeberg van Sleeswijk-Holstein.
SV Todesfelde werd in 1928 door boomscholieren van een firma uit Rellingen opgericht die voor plantwerkzaamheden naar Todesfelde waren gekomen. Aanvankelijk bestond de vereniging alleen uit een Turnafdeling. Vanaf 1933 werd de sport alleen nog via de Nazi-organisaties uitgeoefend. In het seizoen 1947/48 werd de verenigingsport weer nieuw leven ingeblazen en werd er ook een voetbalafdeling opgericht. In 1974 gevolgd door een handbalafdeling waardoor het ledental verdubbelde. In 1978 werd een paardensportafdeling opgericht. Door de bouw van een sporthal kon het sportaanbod in het begin van de 80-er jaren verder worden uitgebouwd. De afdelingen Jazz/Dansen, Ouder/Kind-turnen, volleybal en een tweede gymnastiekgroep kwamen er toen bij.

## Eindklasseringen vanaf 1985
| Seizoen | Competitie                               | Niveau | Eindstand | DFB Pokal | Opmerking |
| ------- | ---------------------------------------- | ------ | --------- | --------- | --- |
| 1984/85 | Bezirksklasse Schleswig-Holstein Mitte   | VII    | 10        | --        | |
| 1985/86 | Bezirksklasse Schleswig-Holstein Mitte   | VII    | 10        | --        | |
| 1986/87 | Bezirksklasse Schleswig-Holstein Mitte   | VII    | 13        | --        | |
| 1987/88 | Bezirksklasse Schleswig-Holstein Mitte   | VII    | 13        | --        | |
| 1988/89 | Bezirksklasse Schleswig-Holstein Mitte   | VII    | 9         | --        | |
| 1989/90 | Bezirksklasse Schleswig-Holstein Mitte   | VII    | 12        | --        | |
| 1990/91 | Bezirksklasse Schleswig-Holstein Mitte   | VII    | 2         | --        | |
| 1991/92 | Bezirksklasse Schleswig-Holstein Mitte   | VII    | 13        | --        | |
| 1992-97 | onbekend                                 |        |           |           | |
| 1997/98 | Bezirksliga Schleswig-Holstein Süd       | VII    | 5         | --        | |
| 1998/99 | Bezirksliga Schleswig-Holstein Süd       | VII    | 5         | --        | |
| 1999/00 | Bezirksoberliga Schleswig-Holstein Süd   | VI     | 11        | --        | Invoering van de Bezirksoberliga |
| 2000/01 | Bezirksoberliga Schleswig-Holstein Süd   | VI     | 9         | --        | |
| 2001/02 | Bezirksoberliga Schleswig-Holstein Süd   | VI     | 7         | --        | |
| 2002/03 | Bezirksoberliga Schleswig-Holstein Süd   | VI     | 8         | --        | |
| 2003/04 | Bezirksoberliga Schleswig-Holstein Süd   | VI     | 13        | --        | |
| 2004/05 | Bezirksoberliga Schleswig-Holstein Süd   | VI     | 1         | --        | |
| 2005/06 | Verbandsliga Schleswig-Holstein Süd      | V      | 9         | --        | |
| 2006/07 | Verbandsliga Schleswig-Holstein Süd      | V      | 12        | --        | |
| 2007/08 | Verbandsliga Schleswig-Holstein Süd      | V      | 13        | --        | |
| 2008/09 | Verbandsliga Schleswig-Holstein Süd-West | VI     | 4         | --        | Invoering van de nieuwe Regionalliga Nord |
| 2009/10 | Verbandsliga Schleswig-Holstein Süd-West | VI     | 1         | --        | |
| 2010/11 | Schleswig-Holstein Liga                  | V      | 13        | --        | |
| 2011/12 | Schleswig-Holstein Liga                  | V      | 11        | --        | |
| 2012/13 | Schleswig-Holstein Liga                  | V      | 5         | --        | |
| 2013/14 | Schleswig-Holstein Liga                  | V      | 8         | --        | |
| 2014/15 | Schleswig-Holstein Liga                  | V      | 5         | --        | |
| 2015/16 | Schleswig-Holstein Liga                  | V      | 5         | --        | |
| 2016/17 | Schleswig-Holstein Liga                  | V      | 9         | --        | |
| 2017/18 | Oberliga Schleswig-Holstein              | V      | 6         | --        | |
| 2018/19 | Oberliga Schleswig-Holstein              | V      | 3         | --        | |
| 2019/20 | Oberliga Schleswig-Holstein              | V      | 1         | --        | competitie afgebroken i.v.m. coronapandemie; Winnaar SHFV-Pokal > VfB Lübeck: 3-2                                                                 |
| 2020/21 | Oberliga Schleswig-Holstein              | V      | --        | 1e ronde  | < VfL Osnabrück: 0-1; Competitie afgebroken i.v.m. Corona-pandemie. Er wordt geen stand opgemaakt.                                                |
| 2021/22 | Oberliga Schleswig-Holstein              | V      | 1         | --        | 3e in promotie play-off met Kickers Emden (1), Bremer SV (2) en Wandsbeker TSV Concordia                                                          |
| 2022/23 | Oberliga Schleswig-Holstein              | V      | 3         | --        | |
| 2023/24 | Oberliga Schleswig-Holstein              | V      | 1         | --        | 2e promotie play-off met Werder Bremen-II en Altonaer FC 1893; Ligatopscorer: Morten Liebert (28); Finalist SHFV-Pokal > 1. FC Phönix Lübeck: 1-3 |
| 2024/25 | Regionalliga Nord                        | IV     | 18        | --        | |
| 2025/26 | Oberliga Schleswig-Holstein              | V      | .         | --        | |